# Saint-Bonnet-des-Quarts
Saint-Bonnet-des-Quarts là một xã trong tỉnh Loire miền trung nước Pháp.